# Paul Urlovic
Paul Urlovic (21 de noviembre de 1978 en Auckland) es un futbolista neozelandés que juega como delantero en el Central United de la Northern League.

## Carrera
Debutó en 1996 jugando para el Central United, con el que ganaría la Copa Chatham en dos ocasiones, en 1997 y 1998. En 1999 pasó al Melbourne Knights australiano, donde solo jugó una temporada; firmando con los Football Kingz, representantes de Nueva Zelanda en la National Soccer League de Australia, en el año 2000. En 2003 firmó con el Blacktown City Demons, aunque regresaría a su país en 2005 para jugar en el Auckland City. Con los Navy Blues ganaría cuatro veces el Campeonato de Fútbol, en una ocasión el Campeonato de Clubes de Oceanía y una vez el torneo sucesor de dicha competición, la Liga de Campeones de la OFC. En 2010 dejó la franquicia para jugar en el fútbol amateur con el Three Kings United, para luego regresar al Central United en 2012, club con el que ganó nuevamente la Copa Chatham en 2012.

### Clubes
| Club                         | País          | Año             |
| ---------------------------- | ------------- | --------------- |
| Central United               | Nueva Zelanda | 1996 - 1999     |
| Melbourne Knights            | Australia     | 1999 - 2000     |
| Football Kingz Football Club | Nueva Zelanda | 2000 - 2003     |
| Blactown City Demons         | Australia     | 2003 - 2005     |
| Auckland City Football Club  | Nueva Zelanda | 2005 - 2010     |
| Three Kings United           | Nueva Zelanda | 2010 - 2011     |
| Central United               | Nueva Zelanda | 2012 - Presente |

### Selección nacional
Jugó 29 partidos en representación de Nueva Zelanda, en los que convirtió 5 goles. Ganó la Copa de las Naciones de la OFC en 1998 y 2002, mientras que fue parte del equipo que perdió la final en la edición 2000. Fue convocado también para disputar la Copa FIFA Confederaciones 1999.

## Palmarés
| Título               | Club               | País          | Año     |
| -------------------- | ------------------ | ------------- | ------- |
| Copa Chatham         | Central United     | Nueva Zelanda | 1997    |
| Copa Chatham         | Central United     | Nueva Zelanda | 1998    |
| Copa de las Naciones | Selección nacional | Nueva Zelanda | 1998    |
| Liga Nacional        | Central United     | Nueva Zelanda | 1999    |
| Copa de las Naciones | Selección nacional | Nueva Zelanda | 2002    |
| Campeonato de Fútbol | Auckland City      | Nueva Zelanda | 2004/05 |
| Campeonato de Fútbol | Auckland City      | Nueva Zelanda | 2005/06 |
| Campeonato de Clubes | Auckland City      | Nueva Zelanda | 2006    |
| Campeonato de Fútbol | Auckland City      | Nueva Zelanda | 2006/07 |
| Campeonato de Fútbol | Auckland City      | Nueva Zelanda | 2008/09 |
| Liga de Campeones    | Auckland City      | Nueva Zelanda | 2008/09 |
| Copa Chatham         | Central United     | Nueva Zelanda | 2012    |

### Distinciones individuales
| Distinción                        | Año  |
| --------------------------------- | ---- |
| Jugador neozelandés joven del año | 1998 |
| Goleador de la Liga Nacional      | 1999 |
| Goleador de la Northern League    | 2012 |